# Сен-Сирг-де-Жордан
Сен-Сирг-де-Жорда́н (фр. Saint-Cirgues-de-Jordanne, окс. Sant Cirgues de Jordanne) — коммуна во Франции, находится в регионе Овернь. Департамент — Канталь. Входит в состав кантона Орийак-4. Округ коммуны — Орийак.
Код INSEE коммуны — 15178.
Коммуна расположена приблизительно в 430 км к югу от Парижа, в 95 км юго-западнее Клермон-Феррана, в 17 км к северо-востоку от Орийака.

## Население
Население коммуны на 2008 год составляло 144 человека.
| 1962 | 1968 | 1975 | 1982 | 1990 | 1999 | 2008 |
| ---- | ---- | ---- | ---- | ---- | ---- | ---- |
| 285  | 293  | 249  | 223  | 199  | 176  | 144  |

## Экономика
В 2007 году среди 94 человек в трудоспособном возрасте (15—64 лет) 65 были экономически активными, 29 — неактивными (показатель активности — 69,1 %, в 1999 году было 62,3 %). Из 65 активных работали 61 человек (41 мужчина и 20 женщин), безработных было 4 (3 мужчин и 1 женщина). Среди 29 неактивных 8 человек были учениками или студентами, 13 — пенсионерами, 8 были неактивными по другим причинам.

## Достопримечательности
- Церковь Сен-Сир-э-Сент-Жюлит (XII век). Памятник истории с 1986 года[3]

## Фотогалерея

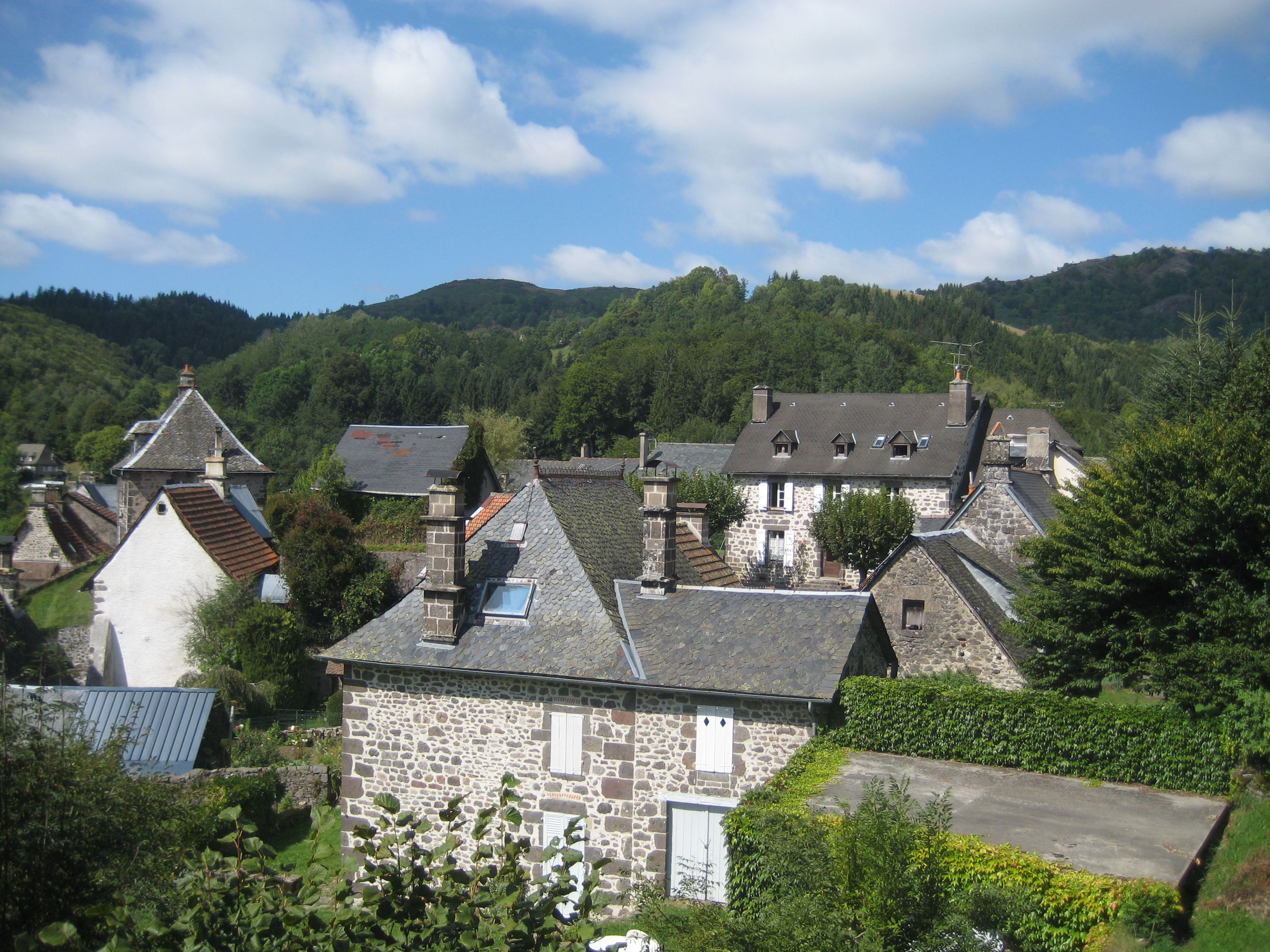
Сен-Сирг-де-Жордан
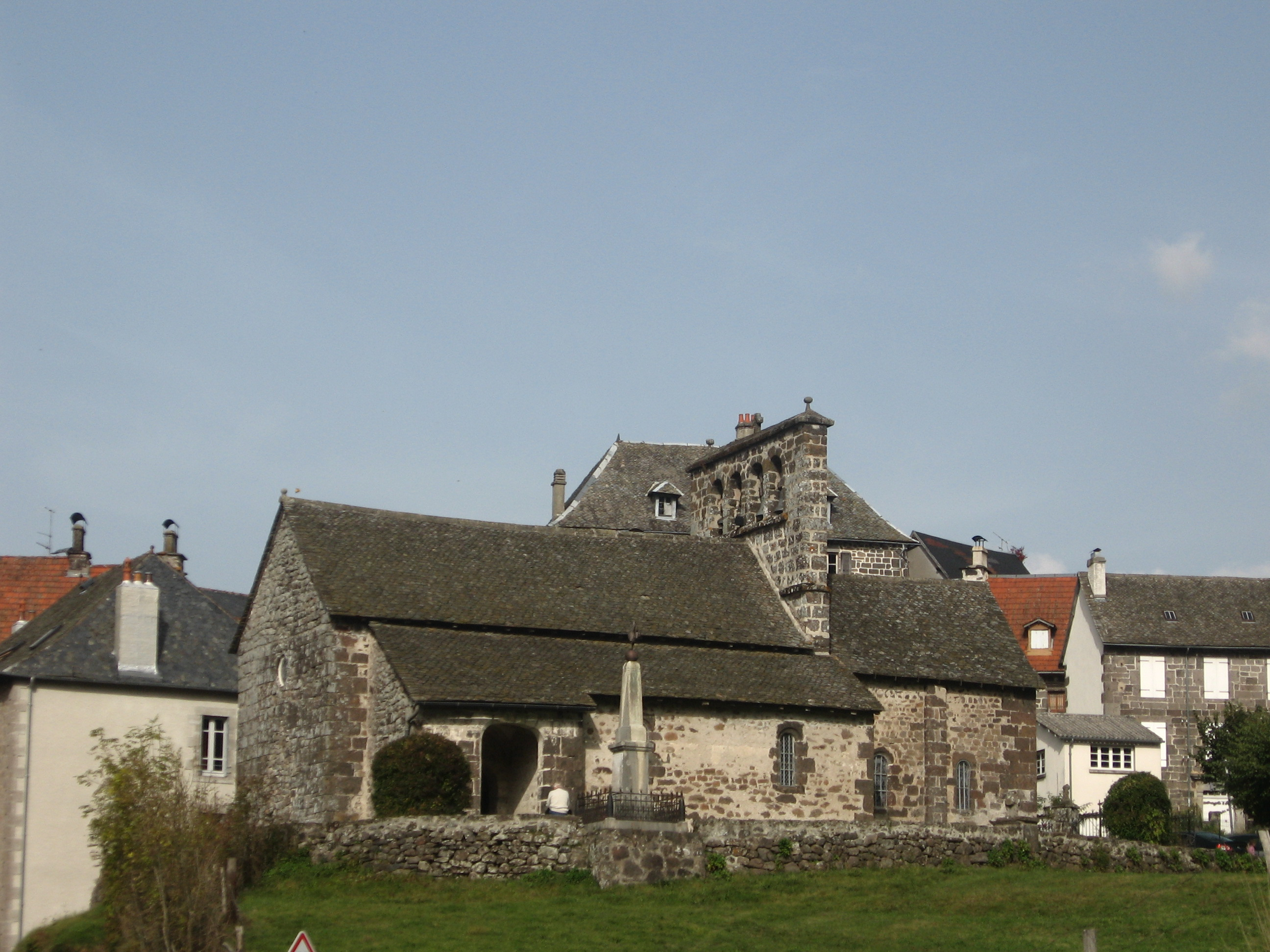
Церковь Сен-Сир-э-Сент-Жюлит
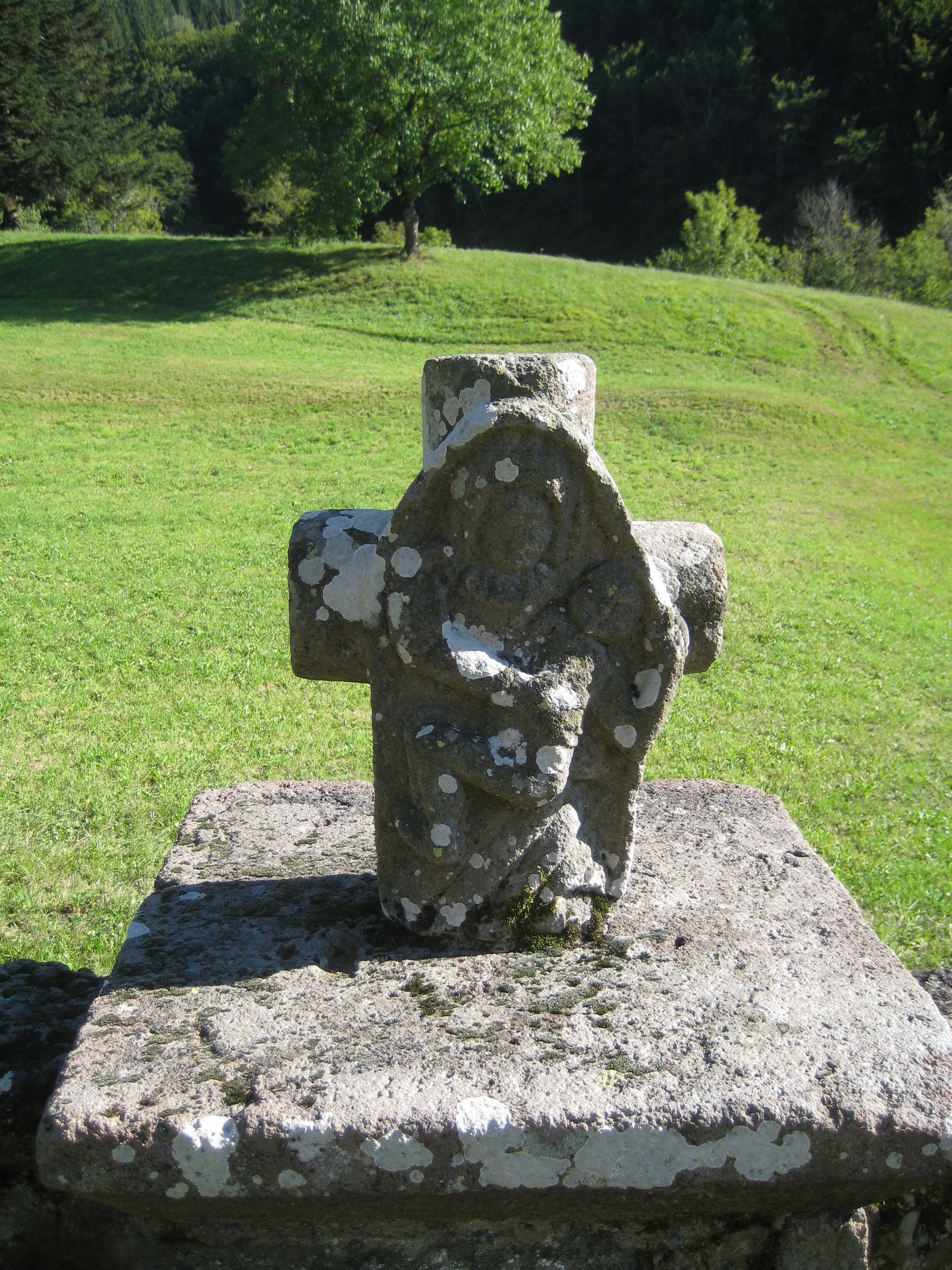
Крест
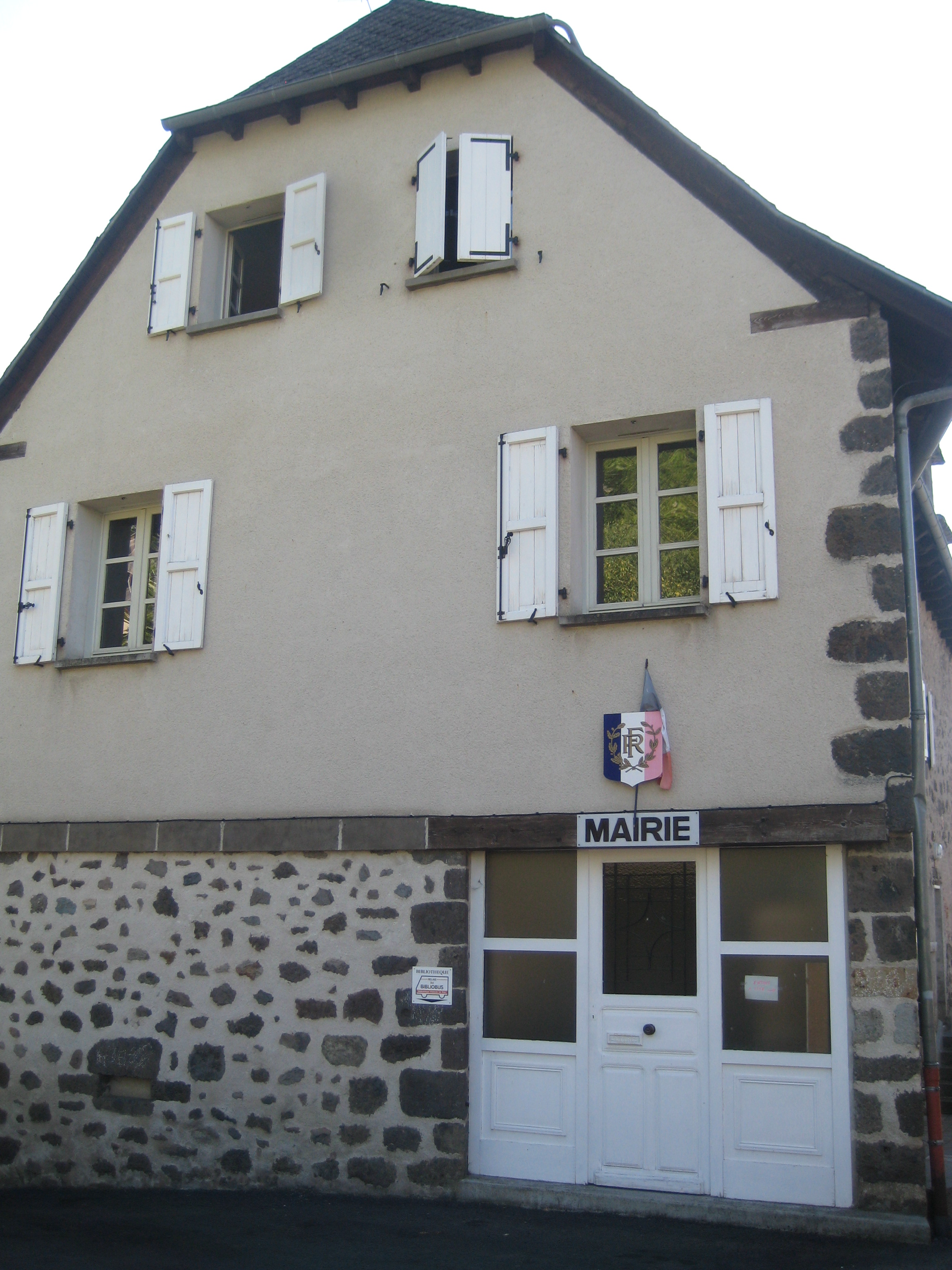
Мэрия